# Athetis
Athetis is een geslacht van nachtvlinders uit de familie Noctuidae.

## Soorten
- A. absorbens (Walker, 1857)
- A. acutipennis Dognin, 1919
- A. aeneolineata Krüger, 2001
- A. aeschria Hampson, 1909
- A. aeschrioides Berio, 1940
- A. alacra Prout, 1928
- A. albanalis Warren, 1912
- A. albilineola Prout, 1928
- A. albipuncta (Hampson, 1902)
- A. albirena (Hampson, 1902)
- A. albisignata Oberthür, 1879
- A. albispilosa (Saalmüller, 1880)
- A. albispinosa (Saalmüller, 1880)
- A. albivena Hampson, 1902
- A. albosignata (Oberthür, 1879)
- A. alpina Krüger, 2001
- A. alternata (Janse, 1938)
- A. andriai Viette, 1963
- A. anomoeosis Hampson, 1909
- A. asinina Saalmüller, 1891
- A. assecta Krüger, 2001
- A. atriluna Warren, 1913
- A. atripuncta Hampson, 1910
- A. atrispherica Hampson, 1914
- A. atristicta Hampson, 1918
- A. aurobrunnea (Janse, 1938)
- A. aurogrisea Krüger, 2000
- A. auronitens Krüger, 2000
- A. autobrunnea (Janse, 1938)
- A. beliastis Hampson
- A. bicolor Chrétien, 1913
- A. bicornis Hampson, 1891
- A. bicornuta Krüger, 2000
- A. bilimbata Berio, 1976
- A. bimacula Walker, 1862
- A. bipuncta Snellen, 1880
- A. bisignata Hampson, 1906
- A. bispurca Galsworthy, 1997
- A. biumbrosa Berio, 1940
- A. bremusa Swinhoe, 1885
- A. brunneaplagata (Bethune-Baker, 1911)
- A. brunneolineosa Kononenko, 2005
- A. bytinskii Schawerda, 1934
- A. caeca Hampson, 1902
- A. calypta Viette, 1958
- A. camptogramma (Hampson, 1910)
- A. carayoni Laporte, 1977
- A. castaneipars Moore, 1882
- A. cervina Moore, 1881
- A. cineracea Warren, 1926
- A. cinerascens Motschulsky, 1860
- A. cognata Moore, 1882
- A. collaris (Wallengren, 1856)
- A. collicola Krüger, 2001
- A. condei Viette, 1963
- A. conformis Walker, 1856
- A. consocia Krüger, 2001
- A. contorta Berio, 1976
- A. coreana Matsumura, 1926
- A. correpta (Püngeler, 1907)
- A. corrupta Püngeler, 1907
- A. corticea Hampson, 1918
- A. costiloba Sugi, 1982
- A. costiplaga Bethune-Baker, 1906
- A. cristifera Berio, 1976
- A. croceipuncta Hampson, 1909
- A. cryptisirias Viette, 1958
- A. chionephra (Hampson, 1911)
- A. chionopis Hampson, 1909
- A. dallolmoi (Berio, 1975)
- A. debilis Krüger, 2000
- A. delecta Moore, 1881
- A. denisi Viette, 1963
- A. despecta Viette, 1958
- A. didy Viette, 1963
- A. differenciata Bryk, 1948
- A. discopuncta Hampson, 1916
- A. dissimilis Hampson, 1909
- A. divisa Moore, 1882
- A. duplex (Janse, 1938)
- A. ectomelaena Hampson, 1916
- A. elephantula Berio, 1976
- A. erigida Swinhoe, 1890
- A. euxoa Krüger, 2001
- A. excurvata (Janse, 1938)
- A. expolita (Butler, 1876)
- A. exquisita Bryk, 1942
- A. externa Walker, 1865
- A. farinacea Moore, 1888
- A. fasciata Moore, 1867
- A. flacourti Viette, 1963
- A. flavata Warren, 1913
- A. flavipuncta Hampson, 1909
- A. flavitincta Hampson, 1909
- A. fontainei (Berio, 1975)
- A. foveata Hampson, 1909
- A. fragosa Viette, 1958
- A. fraus Krüger, 2000
- A. fulgens Krüger, 2001
- A. fumicolor (Janse, 1938)
- A. funesta Staudinger, 1888
- A. furvula (Hübner, 1808)
- A. gaedei Berio, 1955
- A. gemini Bethune-Baker, 1906
- A. gibeauxi Viette, 1986
- A. gizana Wiltshire, 1986
- A. glauca (Hampson, 1902)
- A. glaucoides (Berio, 1959)
- A. glaucopis (Bethune-Baker, 1911)
- A. gluteosa

Bleke stofuil (Treitschke, 1835)
- A. gonionephra Hampson, 1909
- A. gracilis Krüger, 2001
- A. grandidieri Viette, 1963
- A. graphicomas Dyar, 1922
- A. griveaudi Viette, 1963
- A. grjebinei Viette, 1963
- A. gulnare Strecker, 1878
- A. heliastis Hampson, 1909
- A. hennia (Swinhoe, 1901)
- A. heringi Viette, 1963
- A. hexencauma Krüger, 2005
- A. hodeberti Viette, 1986
- A. hongkongensis Galsworthy, 1997
- A. horus Fawcett, 1916
- A. hospes

Vale stofuil (Freyer, 1831)
- A. humberti Viette, 1963
- A. hyperaeschra Hampson, 1909
- A. ignava (Guenée, 1852)
- A. immixta Warren, 1926
- A. improbabilis Berio, 1966
- A. improbalis Berio, 1966
- A. inconspicua Bethune-Baker, 1906
- A. inquirenda Strand, 1922
- A. insignifica Bethune-Baker
- A. instrata Krüger, 2001
- A. interlata (Walker, 1857)
- A. interstincta Moore, 1882
- A. intricata Krüger, 2001
- A. jeanneli Viette, 1963
- A. lapidea Wileman, 1911
- A. lapidosa Berio, 1976
- A. laverna Druce, 1889
- A. lepigone (Moschler, 1860)
- A. leuconephra Hampson, 1909
- A. leucopis (Hampson, 1902)
- A. linealis Yoshimoto, 1994
- A. lineosa Moore, 1881
- A. lineosella Sugi, 1982
- A. longiciliata Hampson, 1909
- A. longidigitus Berio, 1976
- A. longivalva Kononenko, 2005
- A. lugens Staudinger, 1892
- A. lyrophora Boursin, 1970
- A. maculatra Lower, 1902
- A. magniplagia (Hampson, 1918)
- A. malacha Druce, 1889
- A. martoni Kononenko, 2005
- A. melanephra Hampson, 1909
- A. melanerges Hampson, 1918
- A. melanomma Hampson, 1920
- A. melanopis Hampson, 1909
- A. melanosema Hampson, 1914
- A. melanosticta Hampson, 1909
- A. mendosa McDunnough, 1927
- A. metis (Janse, 1938)
- A. micra (Hampson, 1902)
- A. microtera (Hampson, 1902)
- A. mienshana Kononenko, 2005
- A. milloti Viette, 1963
- A. mindara Barnes & McDunnough, 1913
- A. miranda Grote, 1873
- A. morbidensis Berio, 1976
- A. mozambica Hampson, 1918
- A. multilinea Wileman & South, 1920
- A. mus Hampson, 1891
- A. nephrosticta Hampson, 1909
- A. nigra (Janse, 1938)
- A. nigrifons (Dognin, 1919)
- A. nigrilla Berio, 1976
- A. nigristriata Krüger, 2000
- A. nitens (Saalmüller, 1891)
- A. nonagrica (Walker, [1863])
- A. obscura Janse, 1940
- A. obscuroides Poole, 1989
- A. obtusa Hampson, 1891
- A. ocellata (Janse, 1938)
- A. oculatissima Berio, 1956
- A. ochracea Hampson, 1894
- A. ochreipuncta Hampson, 1894
- A. ochreosignata Aurivillius, 1910
- A. pacificus Bryk, 1942
- A. pallescens (Janse, 1938)
- A. pallicornis (Felder & Rogenhofer, 1874)
- A. pallidipennis Sugi, 1982
- A. pallidula Saalmüller, 1891
- A. pallustris

Moerasspirea-uil (Hübner, 1808)
- A. partita (Walker, 1857)
- A. pectinatissima Berio, 1976
- A. pectinifer (Aurivillius, 1910)
- A. pellicea Swinhoe, 1903
- A. pentheus Fawcett, 1916
- A. percnopis (Bethune-Baker, 1911)
- A. perenopis Bethune-Baker, 1911
- A. perineti Viette, 1963
- A. perochracea Hampson
- A. perparva Berio, 1966
- A. perplexa (Janse, 1938)
- A. pigra (Guenée, 1852)
- A. pilosissima Berio, 1956
- A. placida Moore, 1884
- A. plumbescens Wileman & West, 1929
- A. poliophaea Hampson, 1911
- A. poliostrota Hampson, 1909
- A. postdentata (Berio, 1959)
- A. postpuncta Holloway, 1979
- A. praetexta Swinhoe, 1905
- A. prochaskai Viette, 1963
- A. pseudofunesta Kononenko, 2005
- A. pseudolineosa Yoshimoto, 1992
- A. pulvisculum Berio, 1976
- A. punctirena Wileman & West, 1929
- A. radama Viette, 1961
- A. reclusa Walker, 1862
- A. rectilinea Hampson, 1910
- A. renalis Moore, 1884
- A. reniflava (Berio, 1960)
- A. restricta (Janse, 1938)
- A. rhigognostis Krüger, 2001
- A. rionegrensis Chiarelli De Gahan, 1949
- A. roastis Hampson, 1918
- A. robertsi (Janse, 1938)
- A. robusta Krüger, 2000
- A. rufipuncta (Hampson, 1902)
- A. rufistigma Warren, 1926
- A. satellitia (Hampson, 1902)
- A. scopsis Berio, 1976
- A. scotopis (Bethune-Baker, 1911)
- A. seyrigi Viette, 1963
- A. sicaria Viette, 1958
- A. siccata Viette, 1958
- A. signata (Janse, 1938)
- A. sincera Swinhoe, 1889
- A. singula (Möschler, 1883)
- A. sinistra Berio, 1976
- A. sinitra Berio, 1976
- A. smintha (Hampson, 1902)
- A. sobria Berio, 1956
- A. sordida Krüger, 2001
- A. soudanensis Hampson, 1918
- A. spaelotidia (Butler, 1879)
- A. splendidula Krüger, 2001
- A. stellata Moore, 1882
- A. stellatula Chang, 1991
- A. striolata Butler, 1886
- A. stygia Hampson, 1909
- A. subargentea Caradja
- A. subpartita Bethune-Baker, 1906
- A. suffusa Yoshimoto, 1994
- A. tarda (Guenée, 1852)
- A. tenebrata Hampson, 1902
- A. tenuis Butler, 1886
- A. terminata (Hampson, 1898)
- A. tetraglypha Berio, 1939
- A. thoracica (Moore, [1884])
- A. tornipuncta Berio, 1976
- A. transvalensis (Janse, 1938)
- A. transversa Walker, 1858
- A. transversistriata Strand, 1911
- A. triangulata Wileman & West, 1929
- A. tristicta Hampson, 1898
- A. tristigmatica Krüger, 2000
- A. tristis Bremer, 1864
- A. trixysta Viette, 1958
- A. umbrigera Krüger, 2000
- A. unduloma Strand, 1920
- A. v-parum (Kozhantschikov, 1923)
- A. variana Swinhoe, 1886
- A. vernalis Yoshimoto, 1994
- A. vparvum Kozhanchikov, 1923
- A. xantholopha (Hampson, 1902)
- A. xanthopis Hampson, 1909
- A. zelopha Viette, 1963
- A. zombitsy Viette, 1963